# Phlojodicarpus villosus
Phlojodicarpus villosus är en flockblommig växtart som först beskrevs av Porphir Kiril Nicolai Stepanowitsch Turczaninow, Fisch. och Carl Anton von Meyer, och fick sitt nu gällande namn av Porphir Kiril Nicolai Stepanowitsch Turczaninow och Carl Friedrich von Ledebour. Phlojodicarpus villosus ingår i släktet Phlojodicarpus och familjen flockblommiga växter. Inga underarter finns listade i Catalogue of Life.